# Tião Oleiro
Sebastião João da Rocha, conhecido como Mestre Tião Oleiro (Ceará-Mirim, 14 de maio de 1914 – Ceará-Mirim, 3 de outubro de 2016) foi um sanfoneiro, compositor e mestre de congada.
Foi também foguista e maquinista no Engenho Grande, onde nasceu. Começou a dançar o congo ainda criança, ensinado pelo pai, Mestre João José da Rocha. Aprendeu sozinho a tocar acordeão e passou a introduzir músicas de sua autoria nas congadas da região de engenhos de Ceará-Mirim. Em 1934 criou seu grupo, o Congo de Guerra, nome inspirado na Revolução Constitucionalista. Casou-se aos 34 anos e teve treze filhos.
Sua importância para a cultura da região foi reconhecida com diversos prêmios, como o de Patrimônio Vivo do Rio Grande do Norte, oferecido pela Fundação José Augusto, em 2009, e a Ordem do Mérito Cultural, em 2014.